# Hidrografia da Europa

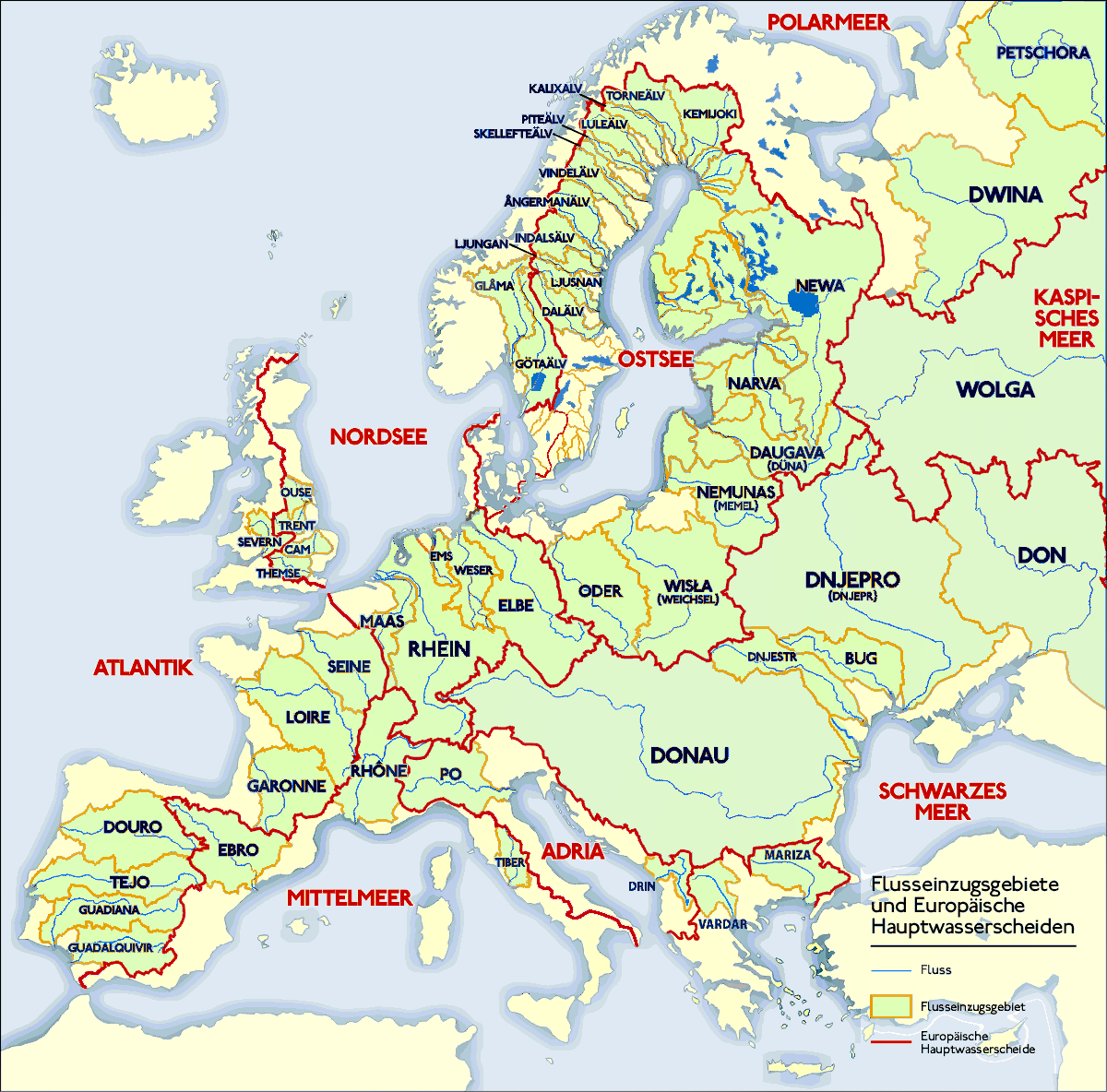
Divisão Principal da Drenagem Europeia (linhas vermelhas) que
dividem as bacias hidrográficas (regiões a cinza)

A hidrografia da Europa é marcada pela grande quantidade de rios. Apesar da existência de elevadas altitudes, o relevo europeu caracteriza-se por áreas com menos de 200m acima do nível do mar. Essas áreas representam 2/3 de seu território e, em grande parte, são constituídas por planícies fluviais. As regiões mais elevadas do relevo europeu, como os Alpes, os Pirenéus e o Planalto Central da Rússia, funcionam como importantes centros dispersores de água.
De modo geral, as capitais europeias são banhadas por rios importantes, como é o caso dos rios Tamisa (Londres), Sena (Paris), Spree (Berlim) Danúbio (Viena, Bratislava, Budapeste, Belgrado) e Tejo (Lisboa). Os rios europeus são historicamente importantes como meio de transporte, o que facilitou o desenvolvimento do comércio e da indústria. Além dos rios, o norte do continente possui importantes lagos, em sua maior parte de origem glacial.
O continente apresenta igualmente uma complexa rede hidrográfica, com grandes rios como o Volga, na Rússia, e o Danúbio, que atravessa territórios (ou delimita fronteiras) da Alemanha, Áustria, República Tcheca, Croácia, Hungria, Sérvia, Romênia, Bulgária e Ucrânia. O rio Volga é o maior rio da Europa. Começa no Lago Ládoga e atravessa de cima a baixo o oeste da Rússia até ao "Mar das Caspas" como é conhecido.